# Gastão de Holanda
Gastão de Holanda (Recife, 11 de fevereiro de 1919 - Rio de Janeiro, 1997) foi um advogado, jornalista, professor, poeta, contista, editor, designer gráfico brasileiro.
Participou do Teatro do Estudante de Pernambuco, quando ainda era estudante universitário.
Formou-se em Direito pela Faculdade de Direito do Recife em 1951.
Foi professor de História do Teatro Brasileiro e Artes gráficas na Escola de Belas Artes do Recife e História da Arte no Curso de Biblioteconomia da Universidade Federal de Pernambuco.
Fundou no Recife a editora O Gráfico Amador, em 1954, juntamente com Aloísio Magalhães, José Laurenio de Melo, Orlando da Costa Ferreira e Ariano Suassuna, em cujas oficinas foram impressos e editados livros de Carlos Pena Filho, Mauro Mota, Carlos Drummond de Andrade, João Cabral de Melo Neto, Hermilo Borba Filho, Francisco Brennand entre outros.
Transferiu-se para o Rio de Janeiro em 1972, onde também exerceu a função de editor, e onde veio a falecer.

## Livros publicados
- Os escorpiões;[6][7]
- Zona do silêncio;
- O atlas do Quatro;
- O Burro de Ouro;
- Macaco branco.

### Publicação em coletânea
- Josias e a Imperatriz - conto publicado na coletânea A Cidade de Cada Um.

## Prêmios
- Prêmio IV Centenário de São Paulo, 1954, com o livro Os escorpiões.